# Li Kongzheng
Li Kongzheng (kinesiska: 李孔政; pinyin: Lǐ Kǒngzhèng), född den 4 maj 1959, är en kinesisk simhoppare.
Han tog OS-brons i höga hopp i samband med de olympiska simhoppstävlingarna 1984 i Los Angeles.